# Il ritorno dei coniglietti suicidi
Il ritorno dei coniglietti suicidi è un fumetto scritto e disegnato da Andy Riley.
Come il suo predecessore, Il libro dei coniglietti suicidi, è composto da una serie d'immagini di conigli che tentano di togliersi la vita in vari modi.

## Edizioni
- Andy Riley, Il ritorno dei coniglietti suicidi, Arnoldo Mondadori Editore, 2007, ISBN 978-88-04-56819-3.